# خالق أباد (حسين أباد)
خالق أباد (بالفارسية: خالق‌آباد) هي قرية تقع في إيران في قسم حسین أباد. يقدر عدد سكانها بـ 29 نسمة .